# Ermita de San Vicente (Finestras)
La ermita de San Vicente sen encuentra en el despoblado de Finestras, parte del municipio de Viacamp y Litera, en la comarca de Ribagorza y provincia de Huesca (España).
Se trata de un templo del siglo XII, aunque la fase más primitiva es del siglo XI, ubicado entre las Roques de la Vila, formación rocosa que dificulta su acceso ya que solamente se puede acceder al mismo si el embalse de Canellas se encuentra bajo.

## Historia
La construcción original del edificio debió de ser un castillo, del cual han quedado algunos restos aunque en el ángulo sureste se edificó posteriormente entre finales del siglo XI y XII la ermita de San Vicente.
El castillo aparece como una de las conquistas de Arnal Mir de Tost y que donó a la iglesia la abadía de San Pedro de Ager junto con todo el territorio desde Finestras hasta Estopiñán y Caserras el 10 de enero del 1057. 
Su nieto Giraldo II de Cabrera entregó en feudo este castillo aunque probablemente lo hizo a título personal, ya que en 1187 y 1190 Ponce Guerau de Ager aún mantenía la zona bajo su poder.

### Restauración
En origen la restauración buscaba subsanar los daños causados por el derrumbe de las bóvedas, los subsecuentes escombros y la maleza que se había apoderado del entorno del templo.
Las primeras obras se destinaron al apeo de las estructuras que habían aguantado el tiempo, haciendo hincapié en los espacios abovedados, y de la limpieza del recinto, por lo que además del saneamiento, consolidación y reconstrucción en donde fue necesario, se zuncharon los muros laterales con el primer tramo de la bóveda de la nave y con el ábside, siendo estas restauradas completamente y reconstruyendo un pequeño hueco que se encontraba en una posición muy inestable. Posteriormente se impermeabilizó todo lo abovedado y colocar la cubierta de losas que tuvo en su origen, al igual que se recuperó parte del pavimento original.
También se consolidó el boquete causado por el expolio de la portada, ya que había partes en la que apenas quedaban sillares, rehaciéndose partes del muro para estabilizarlo aunque se dejaron secciones rehundidas para que se diferencie la zona restaurada de la original.

## Descripción
De los restos del castillo aún se conserva la primera planta de una torre rectangular de siete por cinco metros de lado, teniendo el acceso bajo un arco de medio punto y en cuyo ángulo sureste se edificó después la ermita de San Vicente, que consta de una nave muy estrecha y corrida por arcuaciones murales, rehundidas, con tres pequeños tramos y culminada en un ábside semicircular. 
La portada, que abría a occidente, fue expoliada lo que causó el derrumbe de los pies de la edificación.
Las bóvedas de la nave se derrumbaros y aunque en la intervención del 1999 eliminó la maleza y consolidó lo que aún se mantenía en pie sólo queda, en parte, la bóveda del cuerpo preabsidial de cañón liso y sigue aún completa la concha que cierra el ábside en semicircunferencias concéntricas de sillería, precedida de arcada de medio punto que la articula a la nave. En el muro sur de la nave se abre muy cerca de la cabecera una pequeña ventada de arco de medio punto con doble abocinamiento.
Las bóvedas de ésta montaban sobre dos fajones de medio punto, uno con retallos hasta el suelo y resaltes en sus ángulos y el otro sobre mensulitas, sobresaliendo de una imposta corrida que remata la vertical del paramento.